# Provincia del Dundgov'
La provincia del Dundgov’ (in mongolo: Дундговь аймаг, ovverosia medio Gobi) è una suddivisione della Mongolia centrale situata su un arido altopiano che arriva ai 1.900 m.

Si tratta di una tra le province meno ricche e meno popolate dello stato e l'unica fonte economica è la pastorizia. Il capoluogo è Mandalgov’, mercato agricolo e del bestiame, 3.500 abitanti, situato a 250 km a sud della capitale nazionale Ulan Bator.

## Geografia antropica

### Suddivisioni amministrative
La provincia di Dornogov' è suddivisa nei seguenti distretti (sum):
| Sum                        | Mongolo      | Pop. (1994) | Pop. (2005) | Pop. (2007) | Area (km²) | Densità (/km²) | Pop. centro amm.* (2007) |
| -------------------------- | ------------ | ----------- | ----------- | ----------- | ---------- | -------------- | ------------------------ |
| Distretto di Adaacag       | Адаацаг      | 2.772       | 3.202       | 3.238       | 3.309      | 0,98           | 506                      |
| Distretto di Bajanžargalan | Баянжаргалан | 1.543       | 1.213       | 1,305       | 3,189      | 0.41           | 462                      |
| Distretto di Cagaandėlgėr  | Цагаандэлгэр | 1.713       | 1.323       | 1.319       | 3.428      | 0,38           | 414                      |
| Distretto di Dėlgėrchangaj | Дэлгэрхангай | 2.721       | 2.506       | 2.530       | 6.209      | 0,41           | 802                      |
| Distretto di Dėlgėrcogt    | Дэлгэрцогт   | 2.585       | 2.251       | 2.099       | 2.492      | 0,84           | 587                      |
| Distretto di Dėrėn         | Дэрэн        | 2.330       | 2.492       | 2.408       | 3.624      | 0,66           | 502                      |
| Distretto di Ėrdėnėdalaj   | Эрдэнэдалай  | 6.603       | 6.712       | 6.677       | 7.351      | 0,91           | 2.058                    |
| Distretto di Gov'-Ugtaal   | Говь-Угтаал  | 1.748       | 1.681       | 1.714       | 2.707      | 0,63           | 1.022                    |
| Distretto di Gurvansajhan  | Гурвансайхан | 2.407       | 2.726       | 2.578       | 5.416      | 0,48           | 491                      |
| Distretto di Huld          | Хулд         | 2.478       | 2.551       | 2.458       | 6.070      | 0,40           | 366                      |
| Distretto di Luus          | Луус         | 2.037       | 2.050       | 2.106       | 3.161      | 0,67           | 512                      |
| Distretto di Ôlzijt        | Өлзийт       | 2.818       | 2.800       | 2.690       | 15.421     | 0,17           | 483                      |
| Distretto di Ôndôšil       | Өндөршил     | 1.439       | 1.625       | 1.616       | 4.852      | 0,33           | 652                      |
| Distretto di Sajhan-Ovoo   | Сайхан-Овоо  | 2.698       | 2.692       | 2.551       | 4.055      | 0,63           | 598                      |
| Distretto di Sajncagaan    | Сайнцагаан   | 14.990      | 14.090      | 13.703      | 3.406      | 4,02           | 10.299 **                |

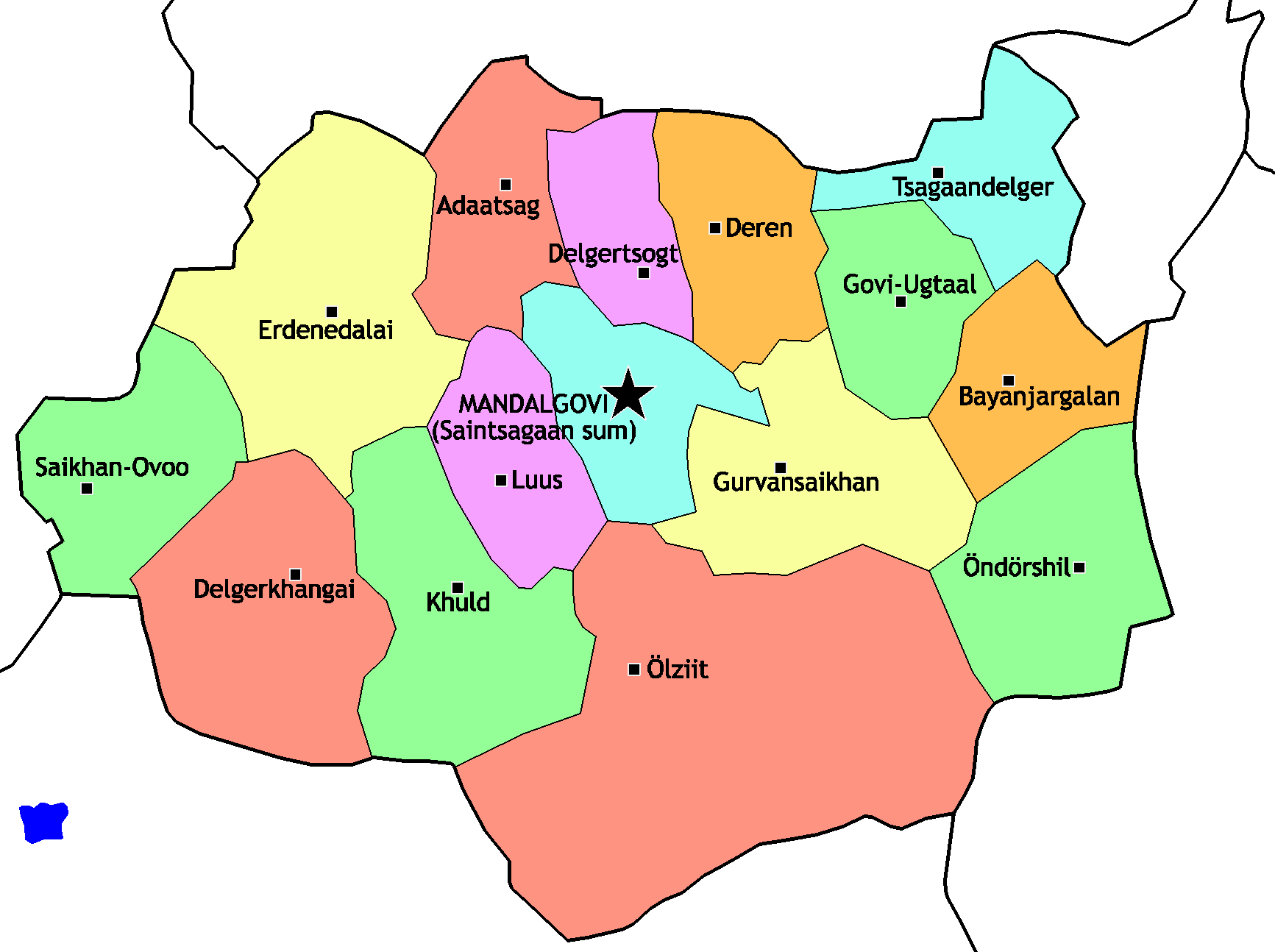
I sum della provincia del Dundgov’ (nella traslitterazione anglosassone)

(*) Popolazione del centro amministrativo del sum.
(**) Il centro amministrativo è il capoluogo regionale Mandalgov’.